# ویکو اوونپو
ویکو اوونپو (انگلیسی: Veiko Õunpuu؛ زادهٔ ۱۶ مارس ۱۹۷۲) کارگردان فیلم، فیلم‌نامه‌نویس، و کارگردان نمایش اهل استونی است.

## فیلمشناسی
- باز مانده ها - 2020
- روکلی - 2015
- بی قید - ۲۰۱۳
- وسوسه تونی مقدس - ۲۰۰۹
- رقص پاییز - ۲۰۰۷